# فيكي لي تايلور
فيكي لي تايلور (بالإنجليزية: Vicki Lee Taylor)‏ هي ممثلة بريطانية، ولدت في 10 أغسطس 1984 في غريمسبي ‏ في المملكة المتحدة.

## وصلات خارجية
- الموقع الرسمي
- فيكي لي تايلور على موقع IMDb (الإنجليزية)
- فيكي لي تايلور على موقع أول موفي (الإنجليزية)
- فيكي لي تايلور على موقع قاعدة بيانات الفيلم (الإنجليزية)
- فيكي لي تايلور على موقع كينوبويسك (الروسية)